# 八大圣地
佛教八大聖地，是释迦牟尼佛生活過的八個地方，佛教的主要宗派都把這些地方看作聖地。
- 藍毗尼園：释迦牟尼佛出生地
- 菩提伽耶：释迦牟尼佛成道處
- 鹿野苑：释迦牟尼佛初轉法輪處
- 舍衛城：释迦牟尼佛降伏外道處
- 桑伽施：释迦牟尼佛自忉利天臨降處
- 王舍城：释迦牟尼佛度化處
- 毗舍離：释迦牟尼佛宣告將捨壽處
- 拘尸那揭羅娑羅雙樹：释迦牟尼佛涅槃處

八大聖地可以分成兩類：
- 四大追思地，也稱四大聖地
  - 佛出生地 -- 藍毗尼
  - 佛開悟地 -- 菩提伽耶
  - 初轉法輪 -- 鹿野苑
  - 佛涅槃處 -- 拘那迦
- 四大神蹟地
  - 降伏外道 -- 舍衛國
  - 忉利天下 -- 桑伽施
  - 降伏醉象 -- 王舍城
  - 群猴獻蜜 -- 毗舍離

著名的朝聖者有：
- 阿育王
- 法顯、玄奘、義淨
- 慧超